# Agnoman
Agnoman aussi appelé Agno est un personnage de la mythologie celtique irlandaise. Il est le père de Nemed,.
Mentionné dans le Lebor Gabála Érenn, on le décrit à la tête du peuple Némédien qui auraient migré depuis les régions peuplées par les Scythes afin de se rendre en Irlande. Cette version est d'ailleurs reprise littéralement au XIXe siècle afin d'attribuer une nature sauvage stéréotypée à l'origine des Irlandais. Il s'agit de la seconde des sept tribus qui s'implante sur l'île vers 2600 avant J.-C. selon la mythologie. Dans le Scél Tuáin meic Cairill (Récit de Tuan Mac Cairill), on dit qu'il est également le père de Partholon et que son père se nommerait Starn, cependant la version la plus communément retenue est que Partholon soit son frère,. Il est également le père de Crunnchu, époux de Macha,,.
Bien que ses proches soient liés dans la mythologie aux premiers hommes de l'Irlande, Agnoman n'y pose pas le pied.